# أليكس بيريرا سواريس
أليكس بيريرا سواريس (1 فبراير 1982 في البرازيل - ) هو لاعب كرة قدم برازيلي في مركز الهجوم. لعب مع S.V. Walking Boyz Company ‏ وS.V. Jai Hanuman ‏.

## وصلات خارجية
- أليكس بيريرا سواريس على موقع Soccerway.com (الإنجليزية)